# 心のメッセージ
『心のメッセージ』（こころのメッセージ）は、NHK教育テレビジョンで1987年5月15日から1992年10月9日まで放送されていた中学生・高校生向けの学校放送（教科：道徳・特別活動）である。

## 概要
1986年12月22日と12月23日にパイロット版を放送した後（いずれも後日に再放送あり）、1987年5月にレギュラー放送を開始した。

## 放送時間
いずれも日本標準時。1989年度までは毎年夏休みの時期に放送を休止していた。
| 期間                          | 放送時間                                                                                        |
| ----------------------------- | ----------------------------------------------------------------------------------------------- |
| 1987年5月15日 - 1987年10月2日 | 金曜日 12:20 - 12:40 （『中学校・高等学校特別シリーズ』金曜日）                                 |
| 1988年4月8日 - 1990年3月16日  | 金曜日 13:10 - 13:30 （『中学校特別シリーズ』金曜日） 1990年3月23日の再放送もこの時間帯で実施。 |
| 1990年4月6日 - 1991年3月15日  | 金曜日 12:00 - 12:20                                                                            |
| 1991年4月11日 - 1991年9月26日 | 木曜日 12:40 - 13:00                                                                            |
| 1992年4月10日 - 1992年10月9日 | 金曜日 12:35 - 12:55                                                                            |

## 出演者
- 一彦 - 池田直人
- 坂井寿美江
- 一彦の父 - 酒井郷博
- 弟 - 内田崇吉
- おばさん - 阿部光子
- 英語の先生 - 沼田悠
- 警察官 - おやま克博
- 金子 - 山崎満
- 夫人 - 芦沢孝子
- 娘 - 田中美智子
- 一彦の級友 - 中野慎
- 一彦の級友 - 小野孝
- 一彦の級友 - 松井仁美
- 一彦の級友 - 麻生陽子

## 放送リスト
| 初回放送日     | サブタイトル             |
| -------------- | ------------------------ |
| 1989年4月7日   | 信頼する人 特になし      |
| 1989年5月12日  | ベトナム少年の出発       |
| 1989年5月26日  | パス・アンド・ゴー       |
| 1989年9月1日   | リレーべんとう           |
| 1989年9月29日  | ガラスの夢               |
| 1989年10月20日 | ふれあいのとき           |
| 1990年1月12日  | ドゥ・イット・ユアセルフ |
| 1990年2月2日   | ある日 ある町で          |
| 1990年3月9日   | ぼくは自然愛好家         |
| 1990年5月25日  | ラスト・チャンス         |
| 1990年6月29日  | 山に魅せられて           |
| 1990年9月21日  | なかま・今日明日         |
| 1990年11月30日 | 絵日記にあった山や川     |

| 初回放送日    | サブタイトル           |
| ------------- | ---------------------- |
| 1991年5月30日 | 明日への助走           |
| 1991年6月27日 | あしたの選択           |
| 1991年7月11日 | 友が家を出るとき       |
| 1991年9月12日 | 私にまかせて           |
| 1992年4月10日 | ある日ある町で         |
| 1992年4月24日 | 明日への助走           |
| 1992年5月8日  | 父を語る               |
| 1992年5月22日 | なかま・今日明日       |
| 1992年6月5日  | 地図にない国境         |
| 1992年6月19日 | 友が家を出る時         |
| 1992年7月3日  | ガール・ミーツ・ボーイ |
| 1992年9月18日 | 何かがおかしい         |
| 1992年10月2日 | ぶなを見つめて         |

## スタッフ
- 作 - 斉藤紀美子
- 音楽 - 福田和禾子